# Валя-луй-Опріш
Валя-луй-Опріш (рум. Valea lui Opriș) — село у повіті Клуж в Румунії. Входить до складу комуни Кіуєшть.
Село розташоване на відстані 363 км на північний захід від Бухареста, 65 км на північ від Клуж-Напоки.

## Населення
За даними перепису населення 2002 року у селі проживали 78 осіб, усі — румуни. Усі жителі села рідною мовою назвали румунську.